# Psychotria monticola
Psychotria monticola är en måreväxtart som beskrevs av Wilhelm Sulpiz Kurz. Psychotria monticola ingår i släktet Psychotria och familjen måreväxter. Inga underarter finns listade i Catalogue of Life.